# Tradizione jahvista

Possibile schema dell'"ipotesi documentaria":
'J': tradizione Jahvista
'E': tradizione Elohista
'D': tradizione Deuteronomista
'P': tradizione Sacerdotale
'R': "Redattore" che ha compilato le fonti
'DH': Storia deuteronomistica
- include la maggior parte del Levitico
† include la maggior parte del Deuteronomio
‡ include Giosuè, Giudici, Samuele 1&2, Re 1&2

La tradizione jahvista, spesso abbreviata J, è una delle ipotetiche fonti del Pentateuco (Torah), assieme a Deuteronomio e alle fonti Elohista e Sacerdotale. Secondo la classica "ipotesi documentale" proposta da Julius Wellhausen, la fonte J è la più antica del Pentateuco, risalente al IX o X secolo a.C., anche se questa datazione è recentemente caduta in disgrazia. Originariamente ricevette il suo nome dall'uso caratteristico del termine Yahweh (tedesco Jahwe e in ebraico יהוה‎?) per indicare Dio.
Durante la maggior parte del XX secolo, la credenza dominante tra gli studiosi era che la Torah era stata composta intrecciando quattro documenti originariamente separati e completi, di cui la fonte Jahvista era una di queste, e venne chiamata ipotesi documentale. Nell'ultimo quarto del XX secolo, il consenso sull'ipotesi del documentale andò scemando e, sebbene le sue varianti abbiano ancora un ampio sostegno, ora ci sono molte alternative.
Queste possono essere ampiamente suddivise tra modelli "frammentari" e "supplementari". Le ipotesi frammentarie, viste in particolare nel lavoro di Rolf Rendtorff ed Erhard Blum, vedono il Pentateuco crescere attraverso la progressiva maturazione di materiale in blocchi sempre più grandi prima di essere uniti, prima da uno scrittore Deuteronomista ("Deuteronomista" significa legato al Deuteronomio, che fu composto alla fine del VII secolo a.C., e poi da uno scrittore sacerdotale (VI o V secolo a.C.), che aggiunse anche il proprio materiale.
L'ipotesi supplementare è esemplificata nel lavoro di John Van Seters, che vede J (che lui, a differenza dei "frammentisti", vede come un documento completo) composto nel VI secolo a.C. come introduzione alla storia deuteronomistica, la storia di Israele, che riprende la serie di libri da  Giosuè ai  Re. Gli scrittori sacerdotali in seguito aggiunsero supplementi a questo (da qui il termine "supplementare") in un processo che continuò fino alla fine del IV secolo a.C.

## Antefatto
Gli studiosi moderni concordano che alla base del Pentateuco ci siano fonti separate, ma c'è molto disaccordo su come queste fonti siano state utilizzate dagli autori per scrivere i primi cinque libri della Bibbia. La spiegazione chiamata ipotesi documentale ha dominato gran parte del XX secolo, ma il consenso che circonda questa ipotesi è ora scomparso. I suoi critici suggeriscono che i sostenitori contemporanei tendono a dare un ruolo molto più grande ai redattori, che ora vengono visti come coloro che aggiunsero molto materiale proprio e non semplicemente come combinatori passivi di documenti.
L'ipotesi documentale sulla vaniglia è stata criticata anche dai suoi stessi estensori. La revisione più significativa degli ultimi decenni è stata quella di suggerire che i singoli documenti E e J siano irrecuperabili del tutto, in quanto parti principali di essi vennero distrutte dal primo redattore JE o che il documento E non è mai stato indipendente, ma piuttosto facente parte del documento J.

## Caratteristiche
In J, Yahweh è una figura antropomorfa sia fisicamente (Genesi, 3:8, Genesi, 11:5 e Esodo, 17:7) che mentalmente (come quando Abramo contrattò con Yahweh il destino di Sodoma e Gomorra, o quando, durante l'Esodo, Yahweh, indignato dalla mancanza di fede degli Israeliti, minacciò di distruggerli tutti e far crescere la discendenza di Mosè, anche se di fatto "non fece cadere sul suo popolo il disastro che aveva minacciato" dopo essere stato dissuaso da Mosè).
J ha un fascino particolare per le tradizioni riguardanti il Regno di Giuda, inclusa la sua relazione con la sua rivale e vicina Edom. É focalizzato sulle città giudaiche come Gerusalemme e sostiene la legittimità della linea Davidica. Critica anche le altre tribù di Israele, ad esempio, suggerendo che la capitale Sichem del Regno di Samaria fu catturata a seguito di un massacro degli abitanti.
Michael D. Coogan suggerisce tre temi ricorrenti nella tradizione jahvista: la relazione tra gli umani e il suolo, la separazione tra gli umani e Dio e la progressiva corruzione umana:

### Relazione tra gli umani e il suolo
J è unico nel sottolineare una stretta relazione tra uomo e suolo. Questo motivo è stato trovato per la prima volta in Genesi 2:4b-3:24 con "il primo essere umano è chiamato Adamo perché è preso dal suolo (Adamah "in ebraico"). Inizialmente gli uomini vivevano in armonia con il suolo. Dopo l'uomo  peccò mangiando dall'Albero della Conoscenza e la relazione venne rovinata. In Genesi 3:17 il suolo fu maledetto e l'uomo dovette faticare per ricavarne il proprio sostentamento. Gli esseri umani potevano ritornare allo stato di armonia soltanto alla morte, come descritto in Genesi 3:19. Il motivo è indicato nella storia di Caino e Abele. Dopo l'omicidio, Caino fu "maledetto dalla terra" Genesi 4:11. Il legame tra l'uomo e il suolo è, apparentemente, ripristinato con Noè che è descritto come un "uomo del suolo" e come colui che porterà sollievo alla fatica dell'agricoltore (Genesi 5:29). L'ubriachezza di Noè allude anche al legame tra l'uomo e il suolo o alla pianta/cibo prodotto dal suolo e la corruzione. Alla fine, J mostra ripetutamente una connessione tra la corruzione umana e il suolo.

### Separazione tra divino e umano
Uno dei temi ricorrenti di J in Genesi è il confine tra il regno divino e quello umano. In Genesi 3:22, mangiando il frutto proibito, l'uomo e la donna diventano come degli dei e vengono banditi dal giardino dell'Eden, impedendo loro di conservare l'immortalità e la piena divinità. Questo tema si trova anche in Genesi 6:1-4 nell'unione sessuale dei figli di Dio con donne umane: Yahweh dichiara questa una violazione della separazione e limita la durata della loro prole. Infine, vediamo questo tema in Genesi 11:1-9 nella storia della Torre di Babele in cui Yahweh confonde il linguaggio dell'umanità per impedire che si capiscano e si avvicinino alla divinità.

### Progressiva corruzione umana
Un terzo tema presente in J è l'aumento della corruzione umana. Dio creò un mondo che era "molto buono", in cui tutte le creature erano vegetariane e la violenza era sconosciuta, ma la disobbedienza di Eva fu seguita dall'omicidio di Abele da parte di suo fratello Caino, fino a quando Yahweh vide che tutta la Terra era piena di corruzione e decise di distruggerla con il diluvio universale. La corruzione non cessò dopo il Diluvio, ma Dio accettò che la sua creazione era stata difettosa.

## Datazione
Julius Wellhausen, lo studioso tedesco del XIX secolo, responsabile della forma classica dell'ipotesi documentale, non tentò di datare J più precisamente rispetto al periodo monarchico della storia dell'antico Israele. Nel 1938, Gerhard von Rad pose J alla corte di re Salomone, c. 950 a.C., e sostenne che il suo scopo nello scrivere era quello di fornire una giustificazione teologica allo stato unificato creato dal padre di Salomone, Davide. Questo è stato generalmente accettato fino a uno studio cruciale del 1976 di  H. H. Schmid, Der sogenannte Jahwist ("Il cosiddetto jahvista"), nel quale sosteneva che J conosceva i libri profetici dell'VIII e del VII secolo a.C., mentre i profeti non conoscevano le tradizioni della Torah, il che significa che J non poteva essere anteriore al VII secolo a.C. Un certo numero di teorie attuali colloca J anche più tardi, nel periodo dell'esilio e/o post-esilio (VI-V secolo a.C.).

## Possibilità
Quanto segue è una registrazione delle storie della Bibbia che sono generalmente accettate, dalla più ampia comunità accademica, come scritte da J:

### Genesi
J inizia con la storia della creazione (Genesi 2:4) (la Genesi 1 è in P) seguita dalle storie del Giardino dell'Eden, di Caino e Abele, dei discendenti di Caino (ma i discendenti di Adamo provengono da P), una storia di inondazioni (strettamente intrecciata con un racconto parallelo da P), i discendenti di Noè e la Torre di Babele. Questi capitoli costituiscono la cosiddetta storia primordiale, la storia dell'umanità prima di Abramo, e J e P forniscono quantità approssimativamente uguali di materiale. Il J fornisce la maggior parte del resto della Genesi, il materiale riguardante Abramo, Isacco, Giacobbe e  Giuseppe.

### Esodo
Gli studiosi discutono su quanto dell'Esodo sia attribuibile a J e quanto a E, come all'inizio in Esodo 3 la fonte E si riferisce anche a Dio come Yahweh. J fornisce molto del materiale di Esodo 1-5 ma è strettamente intrecciato con E. Quindi, è difficile determinare quale porzione di Esodo 1-15 sia attribuibile a J e quale a E. Tuttavia, è facile vedere il parallelismo con P, che fornisce anche un resoconto della schiavitù di Israele e dei miracoli dell'Esodo.
Dopo aver lasciato l'Egitto, J dà il proprio resoconto sul fatto che scaturì acqua da una roccia e Dio fece piovere Manna sugli Israeliti. Da allora in poi, non c'è quasi nessun materiale di J in Esodo, eccetto il racconto del decalogo rituale, noto anche come dieci comandamenti. J non è generalmente focalizzato sulla legge.

### Levitico
La stragrande maggioranza degli studiosi attribuisce quasi interamente il Levitico a P.

### Numeri
J inizia (Numeri 10–14) con la partenza dalla penisola del Sinai, proseguendo con la storia delle spie che hanno paura dei giganti in Cananea e il rifiuto degli israeliti di entrare nella Terra promessa - che poi determinerà l'ira di Yahweh, che li condannerà a vagare nel deserto per i seguenti quarant'anni. J riprende, al capitolo 16, la storia della ribellione di Dathan e  Ahiram, unita insieme al racconto di Korah dal redattore di P. Generalmente si crede anche che J fornisca ampie porzioni dei capitoli dal 21 al 24, che coprono la storia del serpente di bronzo, Balaam e del suo asino parlante (sebbene Friedman attribuisca questo a E), e alla fine finisce con i primi versi dell'eresia di Peor.

### Deuteronomio
La maggior parte del Deuteronomio fu composta durante l'era di Giosia dei Deuteronomisti, o D. Tuttavia, quando il Deuteronomio fu incorporato nel Pentateuco, gli eventi della morte di Mosè furono spostati dalla fine dei Numeri al Deuteronomio. Quindi, uno dei resoconti della morte di Mosè in Deuteronomio è attribuibile a J, sebbene gli studiosi discutano di quali versetti comprenda.